# Ivan Kamenov Ivanov
Ivan Kamenov Ivanov (in bulgaro Иван Каменов Иванов?; Zlatica, 25 febbraio 1988) è un ex calciatore bulgaro, di ruolo difensore.

## Caratteristiche tecniche
Ivanov è un difensore centrale, può anche giocare a sinistra. Molto abile nel colpo di testa e dotato di una buona forza fisica.

## Carriera

### Club
Dopo essere stato nelle giovanili del Pirin si trasferisce al CSKA Sofia, che nel 2007 lo presta al Lokomotiv Plovdiv. Nel 2008 avrebbe dovuto trasferirsi al Derby County, ma il passaggio non si concluse a causa della mancanza del permesso di lavoro. Il 17 giugno 2011 firma un contratto triennale con il Partizan Belgrado.
L'8 agosto 2013 il giocatore si trasferisce al Basilea firmando un triennale con opzione per un altro anno. Il 15 dicembre 2015 rescinde il contratto che lo legava al club svizzero. Ha vestito se pur per poco anche la maglia dei greci del Panathinaikos segnado un goal. Il 23 agosto 2017 ritorna in patria firmando un contratto di un anno con il Beroe Stara Zagora in questa stagione disputerà 21 partite segnando un goal.

### Nazionale
Ha ottenuto numerose presenze in nazionale Under-21, della quale è stato anche capitano. Il suo esordio in nazionale maggiore risale al 20 agosto 2008, quando entrò come sostituto al 67' in una partita di qualificazioni per i mondiali contro la Bosnia Erzegovina, nella quale la Bulgaria vinse per 2-1. Ha disputato fino ad ora 41 partite con la Bulgaria segnando 3 goal contro la Svizzera nel 2011, nel 2013 contro il Malta e sempre nel 2013 contro il Kazakistan.

## Palmarès

### Club
- Campionato svizzero: 2

Basilea: 2013-2014, 2014-2015
- Supercoppa di Bulgaria: 1

CSKA Sofia: 2006, 2008

### Individuale
- Calciatore bulgaro dell'anno: 1

2013